# Hägenlammsmyran
Hägenlammsmyran är ett naturreservat i Ljusdals kommun i Gävleborgs län.
Området är naturskyddat sedan 2017 och är 485 hektar stort. Reservatet består av olika myrar och myrtyper med enstaka tallar. Västersjön återfirnns även inom reservatet.